# Nationalekonomiska Föreningen
Nationalekonomiska Föreningen, grundad år 1877, är en svensk ideell förening.  Föreningen syftar till att främja studier och diskussion inom ämnet nationalekonomi. 

## Verksamhet
Årligen ordnas ett antal medlemsmöten med föredrag och debatter. Föreningens möten, benämnda "förhandlingar", genomförs vanligen fyra till sex gånger per år. Dessa finns publicerade ända sedan startåret 1877. Sedan 1973 ges dessa ut i föreningens tidskrift Ekonomisk Debatt (från 2013 endast ett urval). 
År 2007 avskildes en del föreningens kapital för att instifta Assar Lindbeck-medaljen för att hedra Assar Linbecks insatser inom nationalekonomin. Medaljen utdelas sedan dess vartannat år till en svensk forskare under 45 år som gjort ett signifikant bidrag till nationalekonomiska forskningsfältet.